# Казанцева (река)
Казанцева — река в России, протекает по территории Красноярского края. Длина реки — 60 км, площадь водосборного бассейна — 550 км². Правый приток нижнего течения реки Енисей.
По данным государственного водного реестра России относится к Енисейскому бассейновому округу.
- Код водного объекта 17010800412116100110340[1]